# Bandunška konferenca
Bandunška konferenca je bila srečanje voditeljev azijskih in afriških držav v indonezijskem mestu Bandung. Potekala je med 18. in 24. aprilom 1955. Predstavlja predhodnico gibanja neuvrščenih.
Na njej se je zbralo 29 voditeljev azijskih in afriških držav, ki so bili sicer različnih političnih in ideoloških prepričanj, toda povezovala jih je želja in politični program za politično dekolonizacijo Azije in Afrike.

## Deset bandunških načel
Na srečanju so med drugim sprejeli načela, ki naj bi vodila odnose med majhnimi in velikimi narodi. Ta načela so znana pod nazivom Deset bandunških načel, ki so jih razglasili na tej konferenci. Vanje so vključili nekatera načela Ustanovne listine Združenih narodov.
Deset bandunških načel se glasi:
- Spoštovanje temeljnih človekovih pravic in ciljev ter načel Ustanovne listine Organizacije združenih narodov.
- Spoštovanje suverenosti in ozemljske nedotaklivosti vseh držav.
- Potrditev enakosti med vsemi rasami, enakosti med vsemi narodi, velikimi in malimi.
- Prepoved poseganja in vmešavanja v notranje zadeve druge države.
- Spoštovanje pravice vsakega naroda, da se brani, bodisi individualno bodisi kolektivno, v skladu z Ustanovno listino Organizacije združenih narodov.
- (a) Izogibanje uporabe kolektivnih obrambnih sporazumov v prid specifičnim interesom katere od velikih sil.

(b) Izogibanje pritiskom ene države na drugo državo.
- Izogibanje grožnjam in agresiji ali pa uporabi sile proti ozemeljski celovitosti in politične neodvisnosti katerekoli države.
- Mirno reševanje vseh mednarodnih sporov v skladu z Ustanovno listino Združenih narodov.
- Spodbujanje skupnih interesov in sodelovanja.
- Spoštovanje pravičnosti in mednarodnih obveznosti.

## Pomen konference
Konferenca predstavlja pomemben korak v prizadevanju koloniziranih držav za popolno neodvisnost od nekdanjih kolonialnih prestolnic. V tem pogledu je bila konferenca pomembna za uskaditev dekolonizacijskih prizadevanj držav in pomembna stopnička nastanka gibanja neuvrščenih. 
Ob petdeseti obletnici konference so se številni večji svetovni mediji spomnili tega dogodka, kar kaže na njegovo veljavo, bržkone pa si analitiki niso povsem edini v tem, ali so bile države uspešne pri doseganju zadanih ciljev. Neuspehu je botrovala nedokončana dekolonizacija in nastop neokolonializma.